# Frédéric Vervisch
Frédéric Vervisch (Kortrijk, 10 agosto 1986) è un pilota automobilistico belga, ex pilota Audi GT attualmente pilota della Ford. Con il marchio tedesco ha vinto due volte la 24 Ore del Nürburgring (2019, 2022), mentre con il marchio statunitense ha vinto nella classe GTD Pro la 24 Ore di Daytona 2025.

## Carriera
Vervisch dopo aver vinto diversi campionati in kart nel 2003 è passato alle corse in monoposto. Nel 2004 è arrivato secondo nella Coppa di Francia di Formula 3, tre anni dopo ottiene lo stesso risultato nel Campionato tedesco di Formula 3.
Nell'inverno tra il 2007 e il 2008 ottiene undici vittorie e conquista il Campionato asiatico di Formula 3, sempre nel 2008 diventa campione nella F3 tedesca dopo aver vinto sette gare nella competizione.
Nel 2010 passa alla Superleague Formula con i colori del Liverpool FC ed ottiene due vittorie. L'anno seguente passa alla scuderia del Luxembourg dove ottiene un'altra vittoria.
Dal 2013 Vervisch lascia le corse in monoposto per iniziare la sua carriera in GT; per i primi due anni il pilota belga utilizza la McLaren MP4-12C GT3, ma dal 2015 diventa un alfiere dell'Audi correndo per il team Belgian Audi Club Team WRT nel Blancpain GT Series (attuale GT World Challenge Europe).
Nel 2018 sempre con la casa dei cinque anelli corre nella nuova Coppa del mondo turismo con il Team Comtoyou. Nella sua prima stagione ottiene sette podi con una vittoria chiudendo nono in classifica finale. L'anno seguente ottiene un'altra vittoria ma arriva dodicesimo in classifica. Sempre nel 2019 con il team Phoenix Racing vince la 24 Ore del Nürburgring.

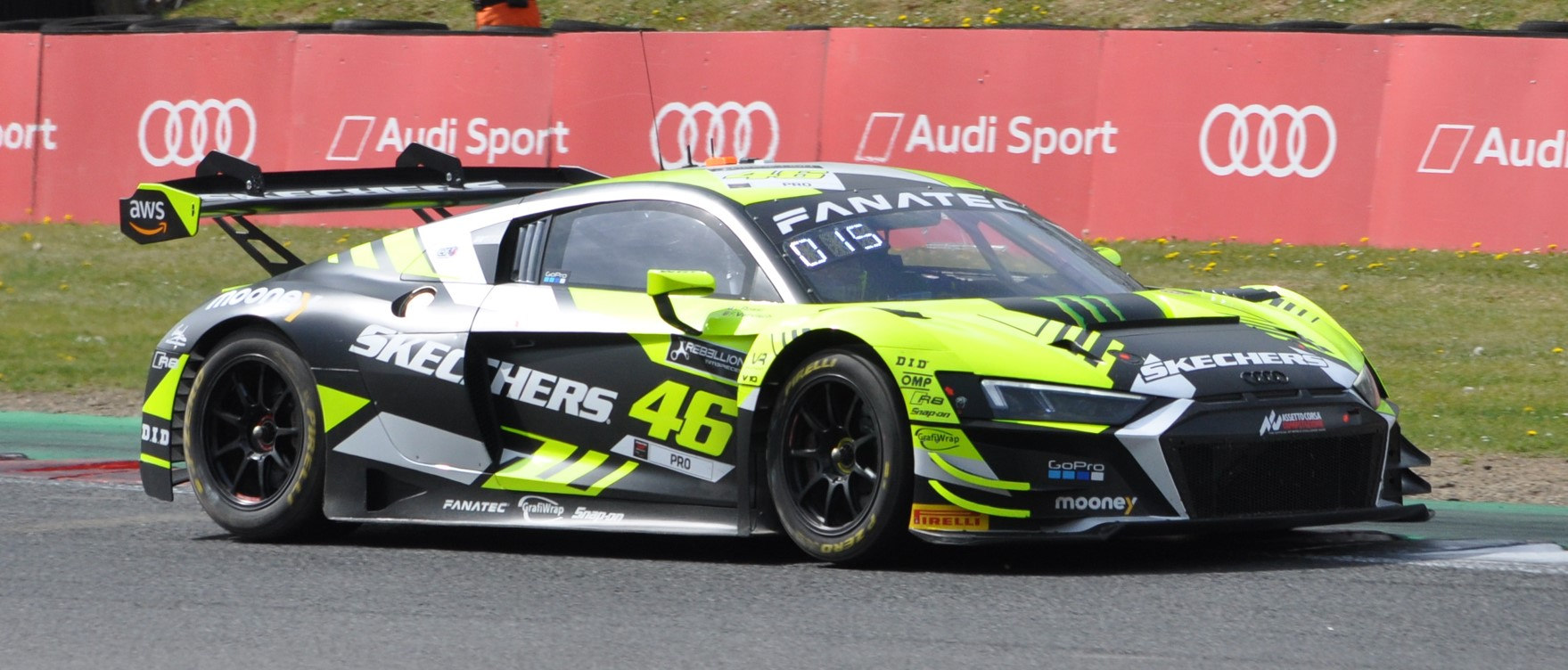
L'Audi R8 LMS con cui Vervisch ha corso il GT World Challenge Europe nel 2022

Nel 2020 non partecipa alla serie ma torna l'anno seguente dove ottiene altre due vittorie e diventa vice campione dietro al pilota francese Yann Ehrlacher.
Nel 2022 con il team Monster VR46 della scuderia WRT prende parte al GT World Challenge Europe insieme a Valentino Rossi e Nico Müller. Lo stesso anno viene ingaggiato dal team Phoenix Racing per correre la 24 Ore del Nürburgring. Vervisch divide l'Audi R8 LMS Evo II con Robin Frijns, Kelvin van der Linde e Dries Vanthoor. L'equipaggio vince la gara, per Vervisch è il secondo successo nella corsa tedesca. L'anno seguente rimane nella serie passando alla Comtoyou Racing.
Alla fine del 2023 Vervisch l'ascia l'Audi per passare nel 2024 alla Ford. Con il marchio statunitense ottiene la vittoria nella classe GTD Pro della 24 Ore di Daytona 2025.

## Risultati

### Riassunto della carriera
| Stagione | Serie                                   | Team                            | Gare | Vittorie | Pole | G.V | Podio | Punti | Pos.  |
| -------- | --------------------------------------- | ------------------------------- | ---- | -------- | ---- | --- | ----- | ----- | ----- |
| 2003     | French Formula 3 Cup                    | JMP Racing                      | 1    | 1        | ?    | ?   | 1     | ?     | ?     |
| 2004     | French Formula 3 Cup                    | JMP Racing                      | 6    | 4        | ?    | ?   | 5     | 139   | 2°    |
| 2005     | Formula Renault 3.5 Series              | GD Racing                       | 7    | 0        | 0    | 0   | 0     | 0     | 30°   |
| 2006     | Formula Renault 2.0 NEC                 | SL Formula Racing               | 16   | 0        | 0    | 1   | 0     | 152   | 9°    |
| 2006     | Eurocup Formula Renault 2.0             | SL Formula Racing               | 4    | 0        | 0    | 0   | 0     | 0     | 42°   |
| 2007     | F3 tedesca                              | JB Motorsport                   | 18   | 4        | 1    | 7   | 11    | 127   | 2°    |
| 2007     | Formula Renault 3.5 Series              | GD Racing                       | 4    | 0        | 0    | 0   | 0     | 0     | 30°   |
| 2007     | V de V Challenge Sprint - Proto         | JMP Racing                      | 2    | 0        | 0    | 0   | 2     | 73.5  | 12°   |
| 2007–08  | Asian Formula 3 Championship            | Team Goddard                    | 18   | 11       | 10   | 15  | 17    | 322   | 1°    |
| 2008     | F3 tedesca                              | Swiss Racing Team               | 10   | 2        | 0    | 1   | 5     | 120   | 1°    |
| 2008     | F3 tedesca                              | Jo Zeller Racing                | 6    | 5        | 4    | 5   | 5     | 120   | 1°    |
| 2008     | Formula 3 Euro Series                   | RC Motorsport                   | 2    | 0        | 0    | 0   | 0     | N/A   | NC†   |
| 2009     | Atlantic Championship                   | Genoa Racing                    | 12   | 0        | 0    | 0   | 4     | 131   | 4°    |
| 2010     | Formula 3 italiano                      | RC Motorsport                   | 7    | 0        | 0    | 0   | 1     | 20    | 14°   |
| 2010     | Superleague Formula                     | Liverpool FC                    | 12   | 2        | 0    | 3   | 3     | 439 ‡ | 10° ‡ |
| 2011     | Superleague Formula                     | Luxembourg                      | 5    | 1        | 0    | 1   | 3     | 134   | 3°    |
| 2013     | FIA GT Series                           | Boutsen Ginion Racing           | 2    | 0        | 0    | 0   | 0     | N/A   | NC†   |
| 2013     | Blancpain Endurance Series - Pro-Am     | Boutsen Ginion Racing           | 4    | 1        | 0    | 0   | 1     | 40    | 8°    |
| 2014     | Blancpain Sprint Series                 | Boutsen Ginion Racing           | 2    | 0        | 0    | 0   | 0     | 8     | 24°   |
| 2014     | Blancpain Endurance Series - Pro-Am     | Boutsen Ginion Racing           | 4    | 0        | 0    | 0   | 0     | 0     | NC    |
| 2015     | Blancpain Sprint Series                 | Belgian Audi Club Team WRT      | 2    | 0        | 0    | 0   | 2     | 21    | 19°   |
| 2015     | Blancpain Endurance Series              | ISR                             | 5    | 0        | 0    | 0   | 0     | 18    | 15°   |
| 2015     | Stock Car Brasil                        | Cavaleiro Racing                | 1    | 0        | 0    | 0   | 0     | N/A   | NC†   |
| 2016     | Blancpain GT Series Sprint Cup          | Belgian Audi Club Team WRT      | 10   | 1        | 0    | 1   | 3     | 58    | 5°    |
| 2016     | Blancpain GT Series Endurance Cup       | Belgian Audi Club Team WRT      | 5    | 0        | 0    | 0   | 2     | 45    | 8°    |
| 2016     | Intercontinental GT Challenge           | Audi Sport Team WRT             | 1    | 0        | 0    | 0   | 0     | 8     | 17°   |
| 2016     | ADAC GT Masters                         | Montaplast by Land-Motorsport   | 8    | 0        | 0    | 0   | 0     | 24    | 28°   |
| 2016     | European Le Mans Series - LMP2          | Eurasia Motorsport              | 1    | 0        | 0    | 0   | 0     | 10    | 25°   |
| 2016     | V de V Challenge Endurance - GT         | WRT                             | 1    | 0        | 0    | 0   | 0     | 0     | NC    |
| 2016–17  | Asian Le Mans Series - GT               | DH Racing                       | 1    | 0        | 0    | 1   | 0     | 12    | 13°   |
| 2017     | TCR International Series                | Comtoyou Racing                 | 16   | 0        | 1    | 1   | 1     | 84    | 10°   |
| 2017     | TCR BeNeLux Touring Car Championship    | Comtoyou Racing                 | 3    | 0        | 0    | 0   | 1     | 33    | 27°   |
| 2017     | Intercontinental GT Challenge           | Audi Sport Team WRT             | 1    | 0        | 0    | 0   | 0     | 10    | 11°   |
| 2017     | Blancpain GT Series Sprint Cup          | Audi Sport Team WRT             | 2    | 0        | 0    | 0   | 0     | 0     | NC    |
| 2017     | Blancpain GT Series Endurance Cup       | Audi Sport Team WRT             | 2    | 0        | 0    | 0   | 0     | 20    | 17°   |
| 2017     | Blancpain GT Series Endurance Cup       | GRT Grasser Racing Team         | 1    | 0        | 0    | 0   | 0     | 20    | 17°   |
| 2018     | WTCR                                    | Audi Sport Team Comtoyou        | 30   | 1        | 0    | 1   | 7     | 228   | 9°    |
| 2018     | ADAC GT Masters                         | Aust Motorsport                 | 11   | 0        | 0    | 0   | 0     | 4     | 39°   |
| 2018     | Blancpain GT Series Sprint Cup          | Belgian Audi Club Team WRT      | 2    | 1        | 1    | 0   | 1     | 25    | 10°   |
| 2018     | Blancpain GT Series Endurance Cup       | Belgian Audi Club Team WRT      | 1    | 0        | 0    | 0   | 0     | 18    | 25°   |
| 2018     | Blancpain GT Series Endurance Cup       | Audi Sport Team Saintéloc       | 1    | 0        | 0    | 0   | 0     | 18    | 25°   |
| 2018     | Le Mans Cup - GT3                       | Spirit of Race                  | 2    | 0        | 0    | 1   | 0     | 12    | 10°   |
| 2018     | Formula 4 cinese                        | Freely Racing Team              | 3    | 0        | 0    | 0   | 0     | 0     | NC†   |
| 2018     | Intercontinental GT Challenge           | Audi Sport Team MPC             | 1    | 0        | 1    | 0   | 0     | 37    | 7°    |
| 2018     | Intercontinental GT Challenge           | Audi Sport Team Saintéloc       | 1    | 1        | 0    | 0   | 1     | 37    | 7°    |
| 2018     | Intercontinental GT Challenge           | Audi Sport Team WRT             | 1    | 0        | 0    | 1   | 0     | 37    | 7°    |
| 2019     | WTCR                                    | Comtoyou Team Audi Sport        | 30   | 1        | 1    | 4   | 5     | 194   | 12°   |
| 2019     | Blancpain GT World Challenge Europe     | Phoenix Racing                  | 10   | 0        | 0    | 0   | 0     | 11    | 16°   |
| 2019     | ADAC GT Masters                         | BWT Mücke Motorsport            | 6    | 0        | 0    | 0   | 0     | 16    | 28°   |
| 2019     | Blancpain GT Series Endurance Cup       | Audi Sport Team Saintéloc       | 1    | 0        | 0    | 0   | 0     | 12    | 19°   |
| 2019     | IMSA SportsCar Championship - GTD       | WRT Speedstar Audi Sport        | 1    | 0        | 0    | 0   | 1     | 30    | 47°   |
| 2019     | Intercontinental GT Challenge           | Audi Sport Team Valvoline       | 1    | 0        | 0    | 0   | 0     | 53    | 5°    |
| 2019     | Intercontinental GT Challenge           | Audi Sport Team WRT             | 3    | 1        | 0    | 0   | 1     | 53    | 5°    |
| 2019     | Intercontinental GT Challenge           | Audi Sport Team Saintéloc       | 1    | 0        | 0    | 0   | 1     | 53    | 5°    |
| 2019     | 24 Ore del Nürburgring                  | Phoenix Racing                  | 1    | 0        | 0    | 0   | 0     | 0     | 1°    |
| 2020     | GT World Challenge Europe Sprint Cup    | Attempto Racing                 | 8    | 1        | 0    | 0   | 1     | 30.5  | 10°   |
| 2020     | GT World Challenge Europe Endurance Cup | Attempto Racing                 | 4    | 0        | 1    | 1   | 1     | 26    | 12°   |
| 2020     | ADAC GT Masters                         | Team WRT                        | 4    | 0        | 0    | 0   | 0     | 11    | 35°   |
| 2020     | Intercontinental GT Challenge           | Audi Sport Team Valvoline       | 1    | 0        | 0    | 0   | 0     | 36    | 4°    |
| 2020     | Intercontinental GT Challenge           | Audi Sport Team Attempto Racing | 1    | 0        | 0    | 0   | 1     | 36    | 4°    |
| 2020     | Intercontinental GT Challenge           | Audi Sport Team WRT             | 1    | 0        | 0    | 0   | 1     | 36    | 4°    |
| 2021     | WTCR                                    | Comtoyou Team Audi Sport        | 16   | 2        | 1    | 5   | 5     | 195   | 2°    |
| 2021     | GT World Challenge Europe Sprint Cup    | Saintéloc Racing                | 8    | 0        | 0    | 0   | 0     | 19.5  | 16°   |
| 2021     | GT World Challenge Europe Endurance Cup | Saintéloc Racing                | 3    | 0        | 0    | 0   | 0     | 3     | 29°   |
| 2022     | GT World Challenge Europe Sprint Cup    | Monster VR46 con Team WRT       | 10   | 0        | 0    | 0   | 0     | 8     | 16°   |
| 2022     | GT World Challenge Europe Endurance Cup | Monster VR46 con Team WRT       | 5    | 0        | 0    | 0   | 0     | 30    | 16°   |
| 2022     | TCR Europe Touring Car Series           | Audi Sport Team Comtoyou        | 2    | 0        | 0    | 0   | 1     | 57    | 16°   |
| 2022     | ADAC GT Masters                         | Seyffar° Motorsport             | 1    | 0        | 0    | 0   | 0     | 0     | NC†   |
| 2022     | 24 Ore del Nürburgring                  | Phoenix Racing                  | 1    | 0        | 0    | 0   | 0     | 0     | 1°    |

‡ Classifica team† Vervisch era un pilota ospite, non era idoneo ad ottenere punti.* Stagione in corso.

### Risultati 24 Ore del Nürburgring
| Anno | Team                | Co-Piloti                                        | Auto               | Classe   | Giri | Pos. | Classe Pos. |
| ---- | ------------------- | ------------------------------------------------ | ------------------ | -------- | ---- | ---- | ----------- |
| 2016 | Audi Sport Team WRT | Robin Frijns Stuart Leonard Edward Sandstrom     | Audi R8 LMS        | SP9      | 130  | 8°   | 8°          |
| 2017 | Audi Sport Team WRT | Nico Müller Frank Stippler René Rast             | Audi R8 LMS        | SP9      | 32   | Rit  | Rit         |
| 2018 | Phoenix Racing      | Nico Müller Frank Stippler Christopher Haase     | Audi R8 LMS        | SP9      | 133  | 7°   | 7°          |
| 2019 | Phoenix Racing      | Pierre Kaffer Frank Stippler Dries Vanthoor      | Audi R8 LMS Evo    | SP9      | 157  | 1°   | 1°          |
| 2020 | Audi Sport          | Nico Müller Frank Stippler Dries Vanthoor        | Audi R8 LMS Evo    | SP 9 Pro | 85   | 5°   | 5°          |
| 2022 | Phoenix Racing      | Robin Frijns Kelvin van der Linde Dries Vanthoor | Audi R8 LMS Evo II | SP 9 Pro | 159  | 1°   | 1°          |

### Risultati 24 ore di Daytona
| Anno | Team                     | Co-Piloti                                       | Auto        | Classe | Giri | Pos. | Classe Pos. |
| ---- | ------------------------ | ----------------------------------------------- | ----------- | ------ | ---- | ---- | ----------- |
| 2019 | WRT Speedstar Audi Sport | Kelvin van der Linde Ian James Roman De Angelis | Audi R8 LMS | GTD    | 561  | 19°  | 3°          |

### Vittorie nel WTCR
| # | Anno | Evento                       | Team                     | Auto                    |
| - | ---- | ---------------------------- | ------------------------ | ----------------------- |
| 1 | 2018 | FIA WTCC Race di Macao       | Audi Sport Team Comtoyou | Audi RS3 LMS TCR        |
| 2 | 2019 | FIA WTCC Race della Slovenia | Comtoyou Team Audi Sport | Audi RS3 LMS TCR        |
| 3 | 2021 | FIA WTCC Race di Spagna      | Comtoyou Team Audi Sport | Audi RS3 LMS TCR (2021) |
| 4 | 2021 | FIA WTCC Race di Francia     | Comtoyou Team Audi Sport | Audi RS3 LMS TCR (2021) |